# Olivia Klint Ipsa
Olivia Klint Ipsa, född 13 mars 2005, är en svensk simmare.

## Karriär
Klint Ipsa har vunnit flera SM-medaljer. År 2021 på kortbane-SM vann hon brons på både 100 och 200 meter bröstsim. År 2022 på kortbane-SM tog hon brons på 50 meter bröstsim, silver på 100 meter bröstsim och guld på 200 meter bröstsim. År 2023 på kortbane-SM tog hon silver på 50 meter bröstsim och guld på 200 meter bröstsim. På långbane-SM år 2022 tog hon brons på 100 meter bröstsim. Vid europamästerskapen i simsport 2024 tog hon brons på såväl 100 meter som 50 meter bröstsim.